# Roy Kerr
Roy Kerr   (Kurow, 16 de maig de 1934) és un matemàtic neozelandés, famós per haver trobat el 1963 una solució exacta de l'equació del camp de la relativitat general, aplicada a un forat negre en rotació.

## Trajectòria
Les capacitats de Roy Kerr van ser reconegudes ja des d'estudianta del Saint Andrew's College de Christchurch. Va ingressar directament el tercer any de Matemàtiques del College de la Universitat de Nova Zelanda que es convertiria després a la Universitat de Canterbury, on es va graduar el 1954. El 1955 va ingressar en la Universitat de Cambridge on va obtenir el doctorat el 1960 amb una tesi sobre les equacions de moviment en la relativitat general.
Després de realitzar una investigació postdoctoral en la Universitat de Syracuse amb el col·laborador d'Einstein, Peter Bergmann, va treballar un curt període en la Base Wright-Patterson de la Força Aèria dels Estats Units. Va ser nomenat professor de la Universitat d'Austin (Texas), el 1962, on va assolir la solució que li va fer cèlebre. El 1965, conjuntament amb Alfred Schild, va introduir el concepte de "Espai-temps de Kerr-Schild" o Mètrica de Kerr-Schild. El 1971, va retornar a la Universitat de Canterbury, on a més va ser durant 10 anys director del Departament de Matemàtiques i va romandre fins a la seua jubilació el 1993.
Va ser guardonat el 1984 amb la medalla Hughes, concedida per la Royal Society «per la seua destacada labor en la relativitat, especialment pel seu descobriment del dit forat negre de Kerr, que ha estat molt influent».
També va rebre la medalla Hector el 1982 i la medalla Rutherford el 1993.

## La solució

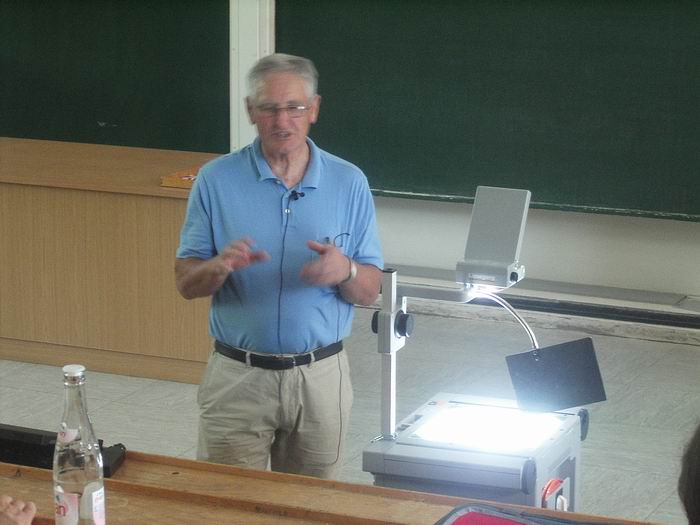
Roy Kerr en una conferència a Berlín el 2006

La solució oposada per Kerr descriu l'espaitemps en l'ergosfera o veïnatge dels forats negres en rotació, als quals ara es diu "forats negres de Kerr" i a la solució de l'equació se li designa com «mètrica de Kerr» o «solució de Kerr». La descripció dels forats negres en rotació representa una contribució destacada a l'astrofísica, ja que es pensa que la majoria dels forats negres estan animats per un moviment de rotació suficientment important perquè aquest tinga una influència directa sobre el seu medi ambient immediat. Encara que no siga possible observar directament forats negres, l'estudi dels espectres dels discos d'acreixement observats des de la Terra, permet en principi determinar si l'objecte central és efectivament un forat negre de Kerr. Algunes observacions encara propenses a debats semblen confirmar-lo.
El descobriment de la solució de Kerr va ser decisiu per a iniciar la qual actualment es denomina Edat d'Or Física dels Forats Negres, període d'uns quinze anys que va significar una considerable renovació i un increment de l'atenció per la física dels forats negres, després de la demostració del seu interès astrofísic.
La mètrica de Kerr es presenta com la més important solució exacta de totes les equacions de la física. Subrahmanyan Chandrasekhar, Premi Nobel de Física el 1983, descriu la solució de Kerr així:
| «                            | Durant tota la meua vida com científic, al llarg de 45 anys, la meua més intensa experiència va ser comprovar que la solució exacta a les equacions de la relativitat general d'Einstein, descoberta pel matemàtic neozelandés Roy Kerr, proporciona una representació absolutament exacta de la quantitat innombrable de forats negres que poblen l'univers. Aquest sotrac experimentat davant la bellesa, aquest fet increïble pel qual un descobriment, resultat d'una investigació, després, amb bellesa matemàtica troba el seu reflex exacte en la naturalesa, em persuadeix per a afirmar que la bellesa de la ment humana és tal, que respon amb la major profunditat el més profund. | » |
| — Subrahmanyan Chandrasekhar | |   |